# System społeczny
System społeczny - całokształt wzorców, funkcji i społecznie akceptowanych sposobów zachowania, obowiązujących w danym społeczeństwie czy też w danej grupie ludzkiej.
Według J. Stępnia system społeczny to wzajemnie ze sobą powiązane elementy rzeczywistości społecznej.  Jest ujmowany w kategoriach działań, w które angażują się jednostki lub grupy jednostek w obrębie danego środowiska społecznego. 
Według Piotra Sztompki system społeczny jest to „ złożona całość, składająca się z wielu elementów połączonych wzajemnymi relacjami oddzielonych od środowiska zewnętrznego wyraźną granicą”.